# Rafalus arabicus
Rafalus arabicus är en spindelart som beskrevs av Wesolowska, van Harten 20. Rafalus arabicus ingår i släktet Rafalus och familjen hoppspindlar. Inga underarter finns listade i Catalogue of Life.